# Neoamphicyclus indonesiae
Neoamphicyclus indonesiae is een zeekomkommer uit de familie Cucumariidae.
De wetenschappelijke naam van de soort werd in 1987 gepubliceerd door C. Massin.